# Joshua Benjamin Jeyaretnam

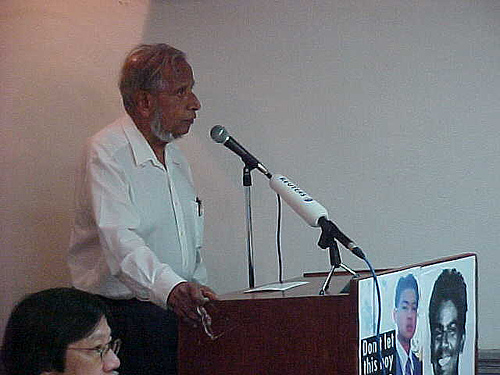
J. B. Jeyaretnam auf einer Veranstaltung in Singapur (2005).

Joshua Benjamin Jeyaretnam (auch bekannt als J. B. Jeyaretnam oder J. B. J.) (* 5. Januar 1926; † 30. September 2008 in Singapur) war ein singapurischer Politiker und Jurist. Als Politiker war er von 1971 bis 2001 Anführer der Workers’ Party of Singapore (WP) und gewann 1981 als erster Oppositionspolitiker seit der Unabhängigkeit Singapurs einen Sitz im singapurischen Parlament. Im Laufe seiner Karriere als Politiker geriet Jeyaretnam wiederholt mit der singapurischen Justiz in Konflikt, was 2001 infolge eines teuren Verleumdungsurteils zur Privatinsolvenz Jeyaretnams führte. Nach der Abwicklung seiner Insolvenz gründete Jeyaretnam im Juni 2008 die Reform Party, die seit seinem Tod durch seinen Sohn Kenneth Jeyaretnam geleitet wird.

## Kindheit und Ausbildung
Joshua Benjamin Jeyaretnam wuchs in einer tamilischen Familie sri-lankischer Herkunft auf und wurde anglikanisch erzogen. Nach seinem Schulabschluss an der St. Andrew’s School begann Jeyaretnam ein Jurastudium am University College London.

## Politischer Werdegang
In der Zeit nach der Sezession Singapurs im Jahr 1965 ergriff die People’s Action Party (PAP) die politische Kontrolle und gewann von 1968 bis 1981 in sämtlichen Wahlen sämtliche Wahlkreise. 1971 übernahm Jeyaretnam mit einer Gruppe Anwälte die zu diesem Zeitpunkt recht unbedeutende Workers’ Party und wurde Generalsekretär der WP. Nach mehreren Niederlagen in den Wahlkreisen Farrer Park (1972), Kampong Chai Chee (1976), Radin Mas (1977), Telok Blangah (1979, 1980), gelang es Jeyaretnam schließlich sich bei der Nachwahl von 1981 im Wahlkreis Anson mit 52 % der Stimmen gegen den PAP-Kandidaten Pang Kim Hin (47 % der Stimmen) durchzusetzen und als erster Oppositionspolitiker einen Sitz im singapurischen Parlament zu gewinnen. Diesen Erfolg konnte Jeyaretnam 1984 mit 57 % der Stimmen gegen den PAP-Kandidaten Ng Pock Too wiederholen.
Zwei Monate nach seiner Wiederwahl wurde Jeyaretnam der Fehldarstellung des Parteivermögens angeklagt, konnte jedoch in allen Anklagepunkten bis auf einen Freispruch durch Senior District Judge Michael Khoo erreichen. Daraufhin ging die Anklage in Revision und der Fall Jeyaretnams wurde auf ausdrücklichen Befehl des Generalstaatsanwalts an einem anderen Bezirksgericht neu verhandelt, welches ihn in allen Anklagepunkten für schuldig befand. Das Urteil – eine dreimonatige Haftstrafe und ein vierstelliges Bußgeld – führten dazu, dass Jeyaretnam während der nächsten fünf Jahre nicht mehr bei Parlamentswahlen antreten konnte und sein Parlamentsamt aufgeben musste. Des Weiteren wurde ihm seine Rechtslizenz entzogen. Da der Fall an einem Bezirksgericht verhandelt worden war, war es für Jeyaretnam nicht möglich das Urteil in höherer Instanz anzufechten. Hierauf machte er von seinem Recht Gebrauch das Urteil vor dem Privy Council des Vereinigten Königreichs anzufechten, welcher das Urteil 1988 aufhob. Trotz des Freispruchs des Privy Councils blieb das Urteil des Bezirksgerichts in Singapur rechtskräftig und Jeyaretnam konnte erst 1991 erneut bei Wahlen antreten.
Nachdem 1991 seine parlamentarische Sperre abgelaufen war, gelang es Jeyaretnam erst 1997 erneut für ein Parlamentsmandat zu kandidieren, allerdings verlor er bei den Nachwahlen in Cheng San gegen die PAP. Da die Oppositionsparteien bei den Wahlen jedoch lediglich zwei Direktmandate erlangt hatten und ihnen ein drittes bezirksfreies Mandat zustand, wurde dieses der WP angeboten, welche anschließend Jeyaretnam in das Parlament wählte. Nach den Wahlen von 1997 wurden elf Verleumdungsklagen gegen Jeyaretnam eingereicht, da er – so der Kläger Goh Chok Tong – das Ansehen der Betroffenen im In- und Ausland schwerwiegend beschädigt habe. Hierbei bezog sich die Anklage auf Jeyaretnams Aussage bei einer Unterstützungsrede für seinen Kollegen Tang Liang Hong in Cheng San, dass „Herr Tang Liang Hong mir gerade zwei Berichte vorgelegt, die er bei der Polizei gegen – ihr wisst schon – Goh Chok Tong und dessen Gruppe vorgebracht hat“. Prozessrichter J. Rajendran befand im anschließenden Prozess Jeyaretnam für schuldig und verurteilte ihn zu einer Geldstrafe von S$ 20.000. Goh beschrieb daraufhin die Höhe der Geldstrafe als „lachhaft“ und ging in Revision. Das in der Revision erfochtene Urteil erhöhte dann auch die Höhe der Geldstrafe auf S$ 100.000, zuzüglich S$ 20.000 an Prozesskosten.
Nachdem Jeyaretnam im Jahr 2001 eine Ratenzahlung seiner Geldstrafe nicht bezahlen konnte, musste er Privatinsolvenz anmelden. Da es insolventen Personen nicht gestattet ist ein Parlamentsmandat innezuhaben, musste Jeyaretnam sein Mandat aufgeben und verlor seine Lizenz als Rechtsanwalt abermals. Im Oktober 2001 gab Jeyaretnam dann schließlich seinen Posten als Generalsekretär auf und wurde durch Low Thia Khiang ersetzt. Kurze Zeit nach seinem Rücktritt als Generalsekretär verließ er auch die Workers’ Party.
Um seine Schulden abzubezahlen, verkaufte Jeyaretnam Kopien der von ihm geschriebenen Bücher Make it Right for Singapore, welches einige seiner zwischen 1997 und 2000 im Parlament gehaltenen Reden enthält, und The Hatchet Man of Singapore, das den Verlauf seiner Prozesse beschreibt. Ein 2002 entstandener Dokumentarfilm namens A Vision of Persistence über das Leben Jeyaretnams wurde als Wettbewerbsbeitrag für das Singapore International Film Festival zurückgezogen, nachdem die Macher – Lektoren an der Ngee Ann Polytechnic – erfahren hatten, dass unter dem wenig bekannten Films Act jegliche Filme, welche die gegenwärtige politische Lage in Singapur kommentieren, verboten sind. A Vision of Persistence war der erste Film auf den der Films Act drohte angewendet zu werden.
2004 versuchte Jeyaretnam bei der singapurischen Court of Appeal eine Kürzung der insgesamt S$ 60.000 zu erreichen, die er seit dem Urteil von 2001 den elf Klägern schuldete. Hierfür schlug Jeyaretnam vor ein Drittel der Schuldsumme abzubezahlen, nachdem er bis dato lediglich knapp mehr als S$ 30.000 der Geldstrafe abbezahlt hatte. Das Gericht akzeptierte Jeyaretnams Wunsch ein weiteres Mal zur Gesellschaft beizutragen und löste ihn im Mai 2007 nach der Abbezahlung von S$ 233.255,78 aus der Insolvenz. Im September des gleichen Jahres erhielt Jeyaretnam seine Anwaltslizenz zurück.
Seine politische Karriere fortsetzend, verkündete Jeyaretnam am 18. Juni 2008, dass das Registry of Societies der Gründung einer neuen Partei, der Reform Party, zugestimmt habe, deren Generalsekretär er werden würde. Seine Absicht als Kandidat dieser Partei in kommenden Wahlen anzutreten wurde jedoch wegen seines Todes kurze zeit später nicht mehr verwirklicht.

## Tod
Am 30. September 2008 beschwerte sich Jeyaretnam früh morgens über Atemnot und wurde daraufhin ins Tan Tock Seng Hospital gefahren. Den dortigen Ärzten gelang es jedoch nicht, den mittlerweile bewusstlosen 82-Jährigen wiederzubeleben. Als offizielle Todesursache wurde Herzversagen festgestellt. Auf seinen Tod folgten eine Reihe von Nachrufen, darunter im Guardian, im Economist sowie in der New York Times.
Im Amt des Generalsekretärs der Reform Party folgte ihm sein Sohn Kenneth Rejaretnam.

## Persönliches
Joshua Jeyaretnam war mit Margaret Jeyaretnam verheiratet, mit welcher er zwei Söhne – Kenneth und Philip Jeyaretnam – hat.